# Wilmington (Ohio)
Wilmington è una località degli Stati Uniti d'America, capoluogo della contea di Carroll, nello Stato dell'Ohio.